# Centre-du-Québec
Centre-du-Québec ist eine Verwaltungsregion (französisch région administrative) im Süden der kanadischen Provinz Québec. Sie ist weiter in fünf regionale Grafschaftsgemeinden (französisch municipalités régionales de comté) sowie 82 Gemeinden und Reservate unterteilt. Sitz der Verwaltung ist Drummondville.
Die Einwohnerzahl beträgt 242.399 (Stand: 2016).
2011 betrug die Einwohnerzahl 233.509 und die Landfläche 6920,9 km², was einer Bevölkerungsdichte von 33,7 Einwohnern je km² entsprach. 99,5 % der Einwohner sprachen Französisch und 0,3 % Englisch als Hauptsprache.
Im Osten grenzt Centre-du-Québec an die Verwaltungsregion Chaudière-Appalaches, im Südosten an Estrie, im Süden an Montérégie, im Westen an Lanaudière, im Norden an Mauricie und Capitale-Nationale.

## Gliederung
Regionale Grafschaftsgemeinden (MRC):
- Arthabaska
- Bécancour
- Drummond
- L’Érable
- Nicolet-Yamaska

Reservate außerhalb einer MRC:
- Odanak
- Wôlinak